# Eptesicus guadeloupensis
Eptesicus guadeloupensis és una espècie de ratpenat que viu a l'illa de Guadalupe.